# Клені Бімолт
Клені Бімолт (нід. Klenie Bimolt, 8 червня 1945) — нідерландська плавчиня.
Призерка Олімпійських Ігор 1964 року, учасниця 1968 року.
Призерка Чемпіонату Європи з водних видів спорту 1962 року.